# L’illustré
L’Illustré ist eine wöchentlich erscheinende französischsprachige Zeitschrift aus der Schweiz. Sie ist die am meisten verbreitete Illustrierte in der Romandie.

## Geschichte
Im Jahre 1911 publizierte der Ringier-Verlag zum ersten Mal die Schweizer Illustrierte, damals noch im Buchformat. 1921, also rund zehn Jahre später, erschien L’Illustré – das Pendant für die französischsprachige Schweiz.
Unter dem Konkurrenzkampf mit Zeitschriften aus Frankreich sowie mit dem Fernsehen ging die WEMF-beglaubigte Auflage seit den 1970er Jahren von rund 160'000 Exemplaren allmählich auf noch 59'872 (Vj. 61'207) verkaufte bzw. 61'751 (Vj. 62'602) verbreitete Exemplare und eine Reichweite von 282'000 (Vj. 269'000) Lesern zurück.

## Inhalt
Zuerst war der Inhalt ein schwarz-weisses Fotoalbum mit Kurztexten, welches sich aber nach dem Zweiten Weltkrieg zum farbigen Aktualitätsmagazin entwickelte. In den 1950er Jahren konzentrierten sich die Verleger auf die Rubriken Sportreportage, Modeseiten, Freizeitgestaltung und Lebenshilfe, später auch zunehmend auf Persönlichkeiten aus dem Gesellschaftsleben und sensationelle Ereignisse.

## Organisation
Das Magazin wird in Lausanne produziert und erscheint jeweils am Mittwoch. Es gehört zu der Ringier-Gruppe. Chefredaktor ist Stéphane Benoit-Godet.